# Neckajatia
Neckajatia is een geslacht van uitgestorven kreeftachtigen uit de klasse van de Ostracoda (mosselkreeftjes).

## Soorten
- Neckajatia lata (Neckaja, 1958) Lundin, 1988 †
- Neckajatia modesta (Neckaja, 1958) Schallreuter, 1974 †
- Neckajatia subquadrata (Jones, 1887) Lundin, Petersen & Siveter, 1991 †
- Neckajatia symmetrica (Jones, 1887) Lundin, Petersen & Siveter, 1991 †